# Sukat Šalom
Sukat Šalom (hebrejsky: סוכת שלום, doslova Stánek míru) je městská čtvrť v centrální části Jeruzaléma v Izraeli.

## Geografie
Je součástí širšího zastavěného distriktu zvaného Lev ha-ir (Střed města), který zaujímá centrální oblast Západního Jeruzaléma a v jeho rámci tvoří spolu s dalšími menšími obytnými soubory podčást zvanou Nachla'ot. Leží podél stejnojmenné ulice v nadmořské výšce cca 800 metrů, cca 1,5 kilometru západně od Starého Města. Populace čtvrti je židovská.